# Земский суд
Зе́мский суд:
- уездный судебно-административный орган России в 1775—1862 годы. До 1796 года два: Верхний и Нижний, затем один (до 1837 года назывался Нижним). Избирался дворянами и государственными крестьянами;
- судебный орган (земский суд (пол. sąd ziemski)), в Королевстве Польском;
- судебный орган (земский суд (лат. judicium terrestre)), в Великом княжестве Литовском.

## В Российской империи
В Российской империи земские суды были учреждены указом императрицы Екатерины II. Были созданы верхний и нижний земские суды, отличающиеся тем, что первый имел значение апелляционной инстанции по отношению ко второму. По учреждению о губерниях 1775 года нижний земский суд являлся выборным коллегиальным учреждением. Он состоял из избираемых местным дворянством на 3 года земского исправника (капитан-исправника) и двух — трёх земских заседателей. Кроме того, в нижний земский суд командировались из нижних расправ два заседателя для участия в делах, касающихся государственных крестьян.
В полномочия нижнего земского суда входила обязанность контроля за спокойствием в уезде, состоянием дорог и мостов и приведения в исполнение распоряжений правительственных властей. Кроме того, нижний земский суд выполнял функции торговой полиции, принимал меры против распространения эпидемий, рассматривал дела об исполнении повинностей, принимал противопожарные меры предосторожности, занимался вопросами обеспечения населения продовольствием, контролем за нищими, а также проводил разбирательства по незначительным преступлениям и принимал решения по незначительным искам.
Недовольные решениями нижнего земского суда могли апеллировать к уездному суду, а в тех местностях, где его не было, — в нижнюю расправу. Это была не апелляция, а право частного лица избрать суд, где он желает быть судимым. Нижний земский суд располагался в уездном городе, но при необходимости был обязан выезжать в уезд. Компетенция нижнего земского суда была ограничена границами уезда, но не распространялась на города, где действовали городничие.
3 июня 1837 года были утверждены положения о земской полиции и наказ чинам и служителям земской полиции, по которым нижний земский суд был окончательно переименован в земский суд (на практике такое название использовалось с 1796 года, когда был упразднён верхний земский суд). Кроме того, было сокращено число заседателей земского суда. Был создан новый институт становых приставов, существенно отличавшихся от прежних заседателей тем, что они не избирались дворянством, а назначались губернатором через губернские правления и находились не в уездных городах.
В состав земского суда входили: земский исправник (председатель); старший непременный заседатель, избиравшийся от дворянства, и два сельских заседателя, избиравшихся государственными крестьянами. В более важных случаях, когда требовалось расследование или принятие мер на месте, вне уездного города, из земского исправника, местного станового пристава и уездного стряпчего организовывалось временное отделение земского суда, которое пользовалось всеми правами и властью земского суда.
Исполнительными органами земского суда были волостные правления, удельные приказы, вотчинные управления и другие сельские органы управления. Кроме того, для непосредственного надзора за спокойствием и в качестве самостоятельных исполнительных органов земского суда, земского исправника и становых приставов в 1837 году были учреждены служители земской полиции. Это были сотские и подчинённые им десятские, которые в селениях государственных крестьян и в имениях удельных крестьян избирались крестьянами, а в имениях помещичьих назначались владельцем. В посадах, местечках и заштатных городах, не имевших особой городской полиции, были установлены тысяцкие и пятисотские, назначавшиеся земским исправником. Полномочия земского суда по закону 1837 году изменены не были.

## В Королевстве Польском

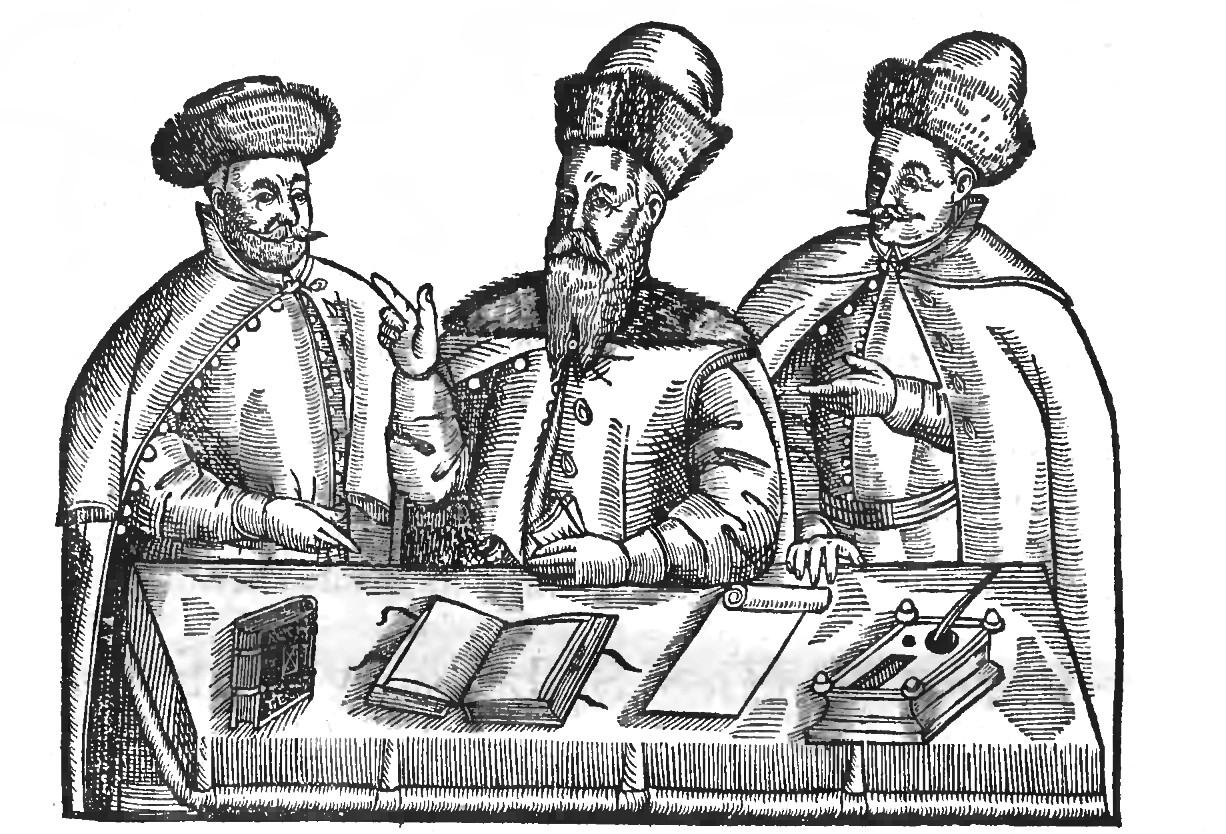
Земский суд (Sąd ziemski), графика 1594 год

В Королевстве Польском земские суды (пол. sąd ziemski) были учреждены в 1447 году. Первоначально в их компетенции было ведение суда по маловажным гражданским искам между шляхтой, но потом они были расширены, и в них сосредоточилась вся гражданская юстиция. Земские суды состояли из судьи, подсудка и писаря, которые избирались королём из 12 кандидатов, представляемых от каждого повета. Земские суды заседали три раза в год, каждая сессия длилась по шесть недель. После образования в 1807 году Герцогства Варшавского земские суды в его пределах были упразднены. Согласно польской конституции 1815 года, в каждом воеводстве должно было быть создано несколько земских судов для проведения суда по гражданским делами на более чем 500 злотых, но эта часть конституции никогда не была осуществлена на практике.

## В Великом княжестве Литовском
В Великом княжестве Литовском земский суд (лат. judicium terrestre) был шляхетским поветовым судом и существовал в XV—XVIII веках. Суд рассматривал криминальные и гражданские дела, записывал жалобы на государственных служащих повета, исполнял нотариальные акты. Земские судьи выбирались поветовой шляхтой из числа местных шляхтичей, владеющих имуществом и знающих право. Земский суд проводил сессии 3 раза в год, сессии суда (роки земские) длились по 3—4 недели. Судопроизводство велось на основании Бельского привилея 1564 года и второй, а с 1588 года третьей редакций Статутов Великого княжества Литовского.